# Labaro

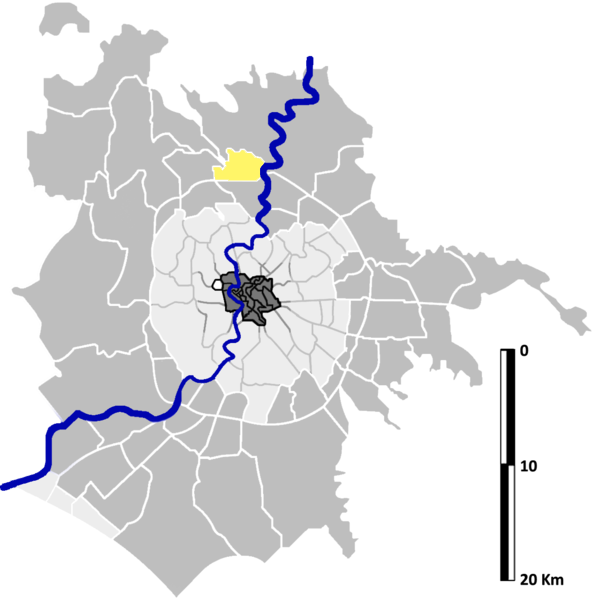
Localisation de Labaro sur la carte administrative de Rome.

Labaro est une zona di Roma (zone de Rome) située au nord de Rome dans l'Agro Romano en Italie. Elle est désignée dans la nomenclature administrative par Z.LVII et fait partie du Municipio XV (auparavant Municipio XX). Sa population est de 16 641 habitants répartis sur une superficie de 9,14 km2. 
Il forme également une « zone urbanistique » désigné par le code 20.m, qui compte en 2010 54 175 habitants.

## Histoire
La zone tient son nom du labarum, l'étendard fabriqué sur l'ordre de Constantin en 312, avant la bataille du pont Milvius tout proche, selon le témoignage de Lactance.

## Sites particuliers
- Le mausolée dit La Celsa.
- L'église San Melchiade (1959).
- L'église Santa Maria Consolatrice.
- L'église San Crispino da Viterbo (1990).
- L'église Sant'Alfonso de' Liguori.